# Graphis maritima
Graphis maritima är en lavart som först beskrevs av A. W. Archer, och fick sitt nu gällande namn av A. W. Archer. Graphis maritima ingår i släktet Graphis och familjen Graphidaceae.   Inga underarter finns listade i Catalogue of Life.